# Tannu-Oła

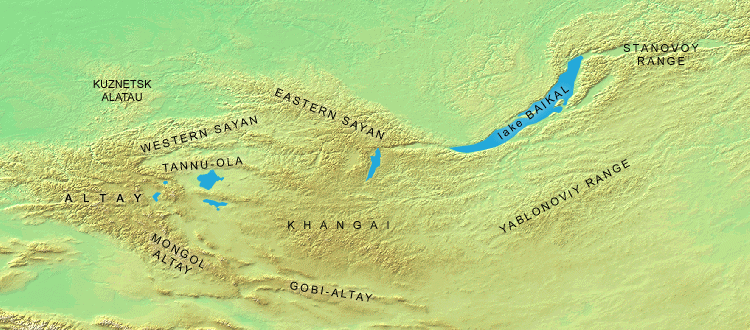
Położenie pasma Tannu-Oła

Tannu-Oła – pasmo górskie w Rosji, w południowej części Syberii. Góry zamykają od południa Kotlinę Tuwińską. Pasmo rozciąga się z zachodu na wschód wzdłuż granicy z Mongolią na długości ok. 300 km. Przeważają wysokości 2500–2700 m n.p.m.; najwyższy szczyt osiąga 3061 m n.p.m. Góry zbudowane są z piaskowców, łupków i zlepieńców w części zachodniej oraz ze skał efuzywnych, osadowych i granitów w części wschodniej. Do wysokości 2200 m n.p.m. stoki północne porośnięte tajgą limbowo-modrzewiową, stoki południowe pokryte roślinnością stepową. Na łagodnych szczytach występują płaty tundry wysokogórskiej z gołoborzami.